# 昌宁郡
昌宁郡（：／ Changnyeong gun */?）韩国庆尚南道的一个郡。北部与大邱接壤。三韩时代早期，归属非火伽倻，一部分属伽倻。后来归属新罗。
洛东江流过。流域内有牛浦沼湿地，一个重要的生态资源与旅游景点。名人有曹敏修，成蕙琳，曹植、朴元淳。

## 历史
- 1955年7月1日 - 昌楽面与昌寧面合并
- 1960年1月1日 - 昌寧面升为昌寧邑
- 1963年1月1日- 南旨面升为南旨邑

## 高速道路
中部内陸高速公路

## 旅游
- 釜谷温泉

## 下级行政区
| 邑・面 | 法定里 |
| ------ | --- |
| 昌寧邑 | 新村里、末屹里、余草里、兔川里、玉泉里、外釜里、龍石里、造山里、松峴里、直橋里、耽下里、道也里、橋下里、橋上里、述亭里、校里、下里 |
| 南旨邑 | 南旨里、馬山里、鶴桂里、龍山里、新田里、成士里、阿支里、鼓谷里、樹介里、詩南里、漆峴里、泮浦里、大谷里、月下里                     |
| 高岩面 | 中大里、大岩里、甘里、澗上里、桂上里、億万里、元村里、牛川里                                                                       |
| 城山面 | 後川里、丁寧里、雲峰里、大見里、加福里、冷泉里、垈山里、芳里、蓮塘里                                                               |
| 大合面 | 十二里、大同里、灯旨里、茅田里、所也里、主梅里、道介里、大谷里、内亐里、場基里、神堂里、兔山里、坪旨里、牧丹里、伊方里、合里       |
| 梨房面 | 雁里、東山里、石里、玄倉里、城山里、上里、牟谷里、玉泉里、草谷里、巨南里、松谷里、長川里、登林里                                   |
| 遊漁面 | 釜谷里、尾九里、加項里、世津里、大垈里、船所里、陳倉里、光山里、風槽里                                                             |
| 大池面 | 旺山里、牟山里、石里、蒼山里、孝亭里、本招里、九尾里、龍沼里                                                                       |
| 丈麻面 | 講里、幽里、丈加里、草谷里、山旨里、新亀里、東亭里、大鳳里                                                                         |
| 釜谷面 | 釜谷里、巨文里、社倉里、温井里、青岩里、魯里、鶴浦里、九山里、飛鳳里、水多里                                                       |
| 霊山面 | 九渓里、校里、城内里、東里、西里、竹紗里、新堤里、月嶺里、鳳岩里                                                                   |
| 吉谷面 | 曽山里、五湖里、吉谷里、馬川里 |
| 都泉面 | 都泉里、徳谷里、一里、礼里、於万里、論里、友江里、松津里                                                                           |
| 桂城面 | 明里、舎里、新堂里、桂城里、広渓里、鳳山里                                                                                         |

## 友好城市
- 庆尚南道昌原市
- 全羅北道淳昌郡
- 中国黑龙江省尚志市
- 日本宮城縣仙台市
- 美国賓夕法尼亞州費城市